# 徐質
徐質（？—254年），三國時曹魏後期將領。

## 生平
正元元年（254年），曹魏狄道長李簡舉城降蜀漢，李簡率領城中吏民出迎蜀漢軍，軍前魏將徐質與蜀漢軍隊交鋒，張嶷戰死，漢軍退兵。姜維進圍襄武，與徐質交鋒，徐質被斬首，魏軍敗退。